# Université Dōshisha

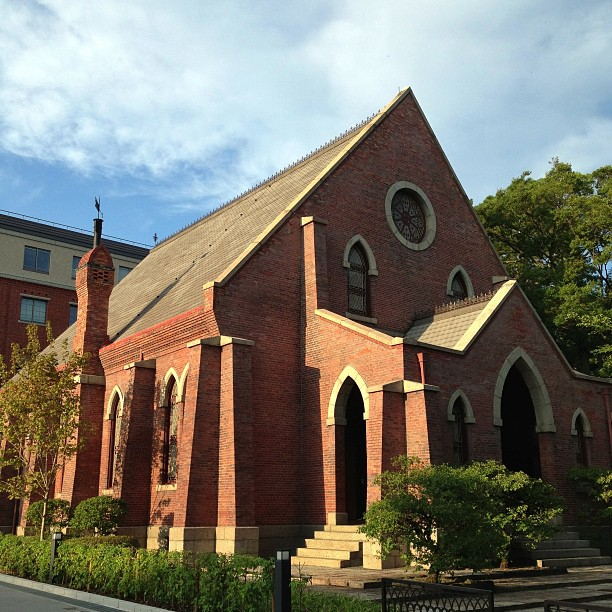
Imadegawa-Campus

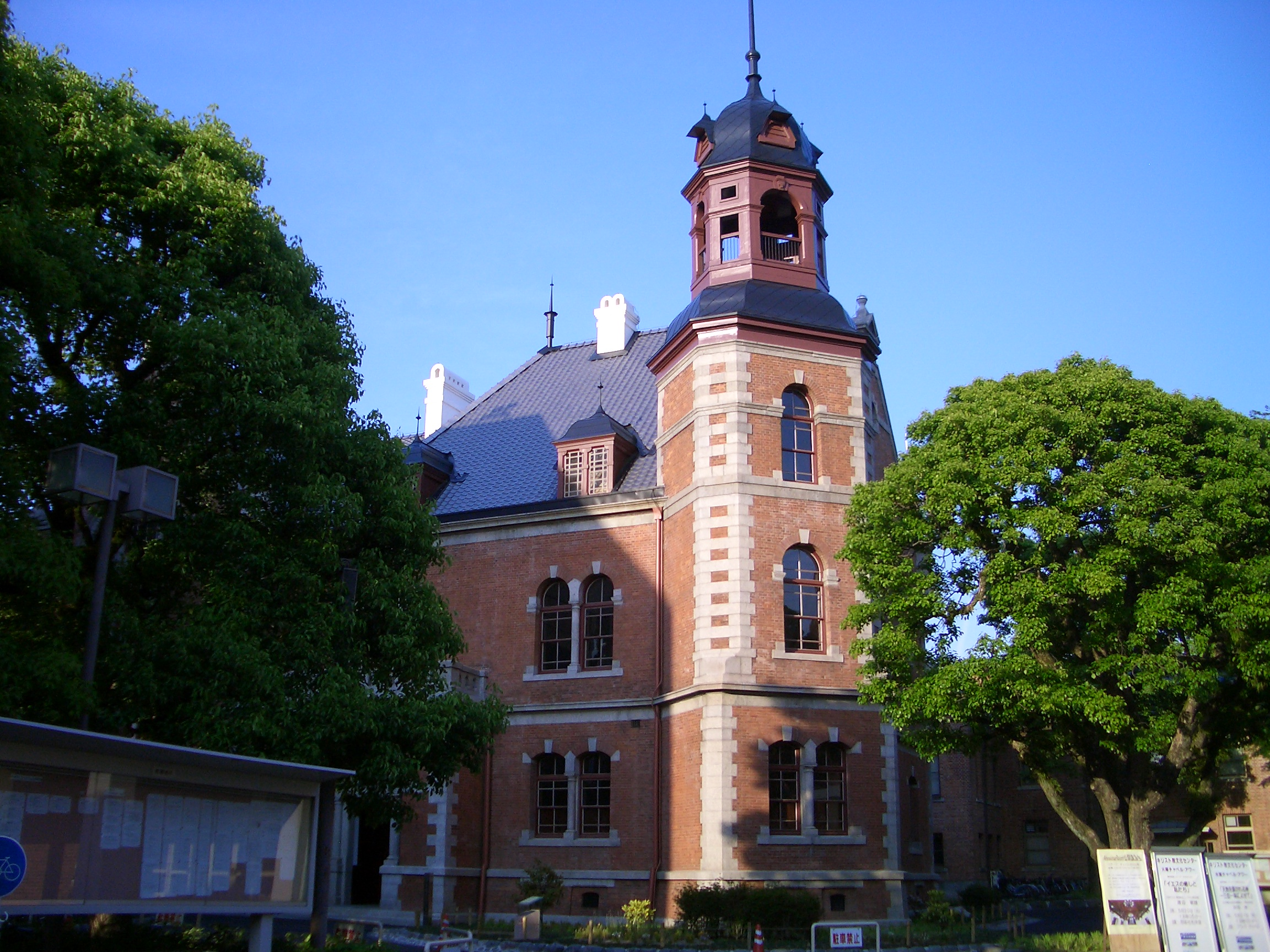
Clark Kinenkan

L'université Dōshisha (同志社大学, Dōshisha Daigaku) est une université japonaise privée, située à Kyoto. Elle a été fondée en 1875 par Joseph Hardy Neesima sous le nom de Doshisha English School in Kyoto (同志社英学校 Dōshisha eigakkō). Elle accueille 25 198 étudiants de premier cycle universitaire et 2 411 étudiants aux cycles supérieurs (master et doctorat).

## Facultés
- Théologie
- Lettres
- Sciences sociales
- Droit
- Sciences économiques
- Commerce
- Sciences politiques
- Sciences de cultures et informations
- Sciences et Ingénierie
- Sciences de la vie médicale
- Sciences de la santé et du sport
- Psychologie
- Graduate School of Global Studies

## Implantations
- Campus de Imadégawa
- Campus de Kyo-Tanabé
- Campus de Shinmachi
- Campus de Muromachi (Kanbaï-kan)
- Campus de Gakkén-Toshi
- Campus de Tatara

## Personnalités liées
- Mami Tamura, femme politique japonaise.
- Saori Yoshikawa, femme politique japonaise.